# 寝屋川市立宇谷小学校
寝屋川市立宇谷小学校（ねやがわしりつ うたにしょうがっこう）は、大阪府寝屋川市宇谷町にある公立小学校。

## 沿革
- 1980年6月30日 - 校地造成完了（創立記念日とする）
- 1981年 - 寝屋川市立宇谷小学校として、現在地（当時：寝屋川市太秦938番地）に開校。
- 1983年 - 校歌制定
- 1996年 - 養護学級設置

## 交通
- JR片町線 寝屋川公園駅